# Latemar
Horská skupina Latemar je pohoří v Dolomitech v Jižním Tyrolsku a Trentinu (Itálie). Po jeho hřebenu vede hranice mezi provinciemi Bolzano a Trentino. Latemar je zapsaný na seznam světového přírodního dědictví UNESCO jako součást Dolomit.

## Poloha
Latemar se vypíná mezi údolími Val di Fassa a Val d'Ega. Od masivu Rosengarten ho odděluje silniční sedlo Karerpass a od masivu Pale di San Martino ho odděluje sedlo Reiterjoch, přes které vede zpevněná komunikace bez motorové dopravy. Pod sedlem Karerpass v údolí Val d'Ega se nalézá jezero Karersee (italsky Lago di Carezza).

## Název
Jméno Latemar bylo poprvé zaznamenáno roku 1100 v popisu hranic církevních diecézí Bressanone (německy Brixen) a Trento (česky Trident, německy Trient). 
Pochází z Lactemara, což je zkrácená ladénská fráze "cresta de Lac-te-mara" (horský hřeben nad plesem v karu). V němčině zní "Leitmayr".
Jiná teorie odvozuje název pohoří od ladénského "Lat-mar" (světlé, tedy mléčné kužely suti).  
Lat by také mohl být odvozen z latinského slova "latus" (široký). 
Latemar může nést význam související s dolováním. Německé slovo "Lahn" označuje ložiska železné rudy, která byla druhotně usazena na mořském dně. Rozsah zdejší těžby je nejasný, ale odkazují na ni toponyma Erzlahn (dobývací prostor) nebo Knappenstube (hornická místnost). Na několika místech byly nalezeny hornické nástroje z 15. století a bylo doloženo zpracování stříbra, olova, mědi a železa.
V legendě o růžové zahradě krále Laurina, který sídlil ve vedlejším Rosengarten, hraje roli Latemar jako moudrý starý trpaslík, který varuje krále Laurina před dobytím jeho říše.

## Geologie
Latemar je vybudován z třetihorního dolomitu. Jeho ukládání naznačuje, že šlo o útes na břehu mělké mořské laguny. Zvláštností Latemaru jsou četné magmatické chodby, které procházejí vápencem. Jedná se především o čediče, které svou tmavou barvou zřetelně vystupují z okolní sedimentární horniny. Pocházejí ze středního triasu, kdy celé Dolomity podléhaly zvýšené vulkanické činnosti. Láva pronikla horským masivem a nakonec ho zcela pokryla. Vyvřeliny erodovaly a znovu se odkryl dolomit.
Dolomit Latemaru obsahuje méně hořčíku než sousední Rosengarten. Hornina je proto křehká. To zapříčinilo vznik velké množství roklí, kuloárů, skalních zářezů a následně velkých suťových kuželů na úpatí skal. Pro horolezce není skála zajímavá, protože výstupy jsou zde nebezpečné.

## Nejvyšší vrcholy
- Diamantiditurm (též Großer Latemarturm), italsky Cimon del Latemar (2842 m n. m.)

- Latemarspitze, italsky Schenòn del Latemar (2800 m n. m.)

- Eggentaler Horn, italsky Corno d'Ega (2799 m n. m.)

- Col Cornon (2757 m n. m.)

- Schreppwand, italsky Cima di Valsorda (2752 m n. m.)

- Erzlahnspitze, italsky Cima del Forcellone (2749 m n. m.)

- Reiterjochspitze, italsky Paion (2705 m n. m.)

- Cima Feudo (2672 m n. m.)

- Cima di Valbona (2663 m n. m.)

- Kirchtagweidspitze, italsky Punta della Chiesao del Pascolo (2616 m n. m.)

- Zan de Montagna (2576 m n. m.)

- Poppekanzel, italsky Le Pope (2473 m n. m.)

- Monte Toàc (2319 m n. m.)

## Turismus
Prvořadý turistický cíl v létě je jezero Karersee. Feráta vede na Latemarspitze a Diamantiditurm. Ostatní cesty jsou určené pro pěší turistiku a vedou méně náročným terénem po loukách. Pro horolezectví je Latemar bezvýznamný a zdejší výstupy mají jen historickou hodnotu. Na dvě nejvyšší hory poprvé vystoupil Gustav Euringer. Na Diamantiditurm roku 1885 s horským vůdcem Giorgiem Bernardem a o rok dříve sám na Latemarspitze roku 1884. 
V zimě je na jižních a západních svazích v provozu skiareál Latemar se 49 kilometry sjezdovek a třemi snowparky, který zahrnuje spojené oblasti Obereggen, Pampeago a Predazzo. Na hranici horské skupiny Latemar v sedle Passo Lavazé se nachází areál pro běžecké lyžování.
Jediná horská chata v této horské skupině je Rifugio Torre di Pisa (též Latemarhütte). Pro turisty jsou k dispozici dvě neobhospodařované útulny Bivacco Rigatti a Baita Latemar.

## Galerie

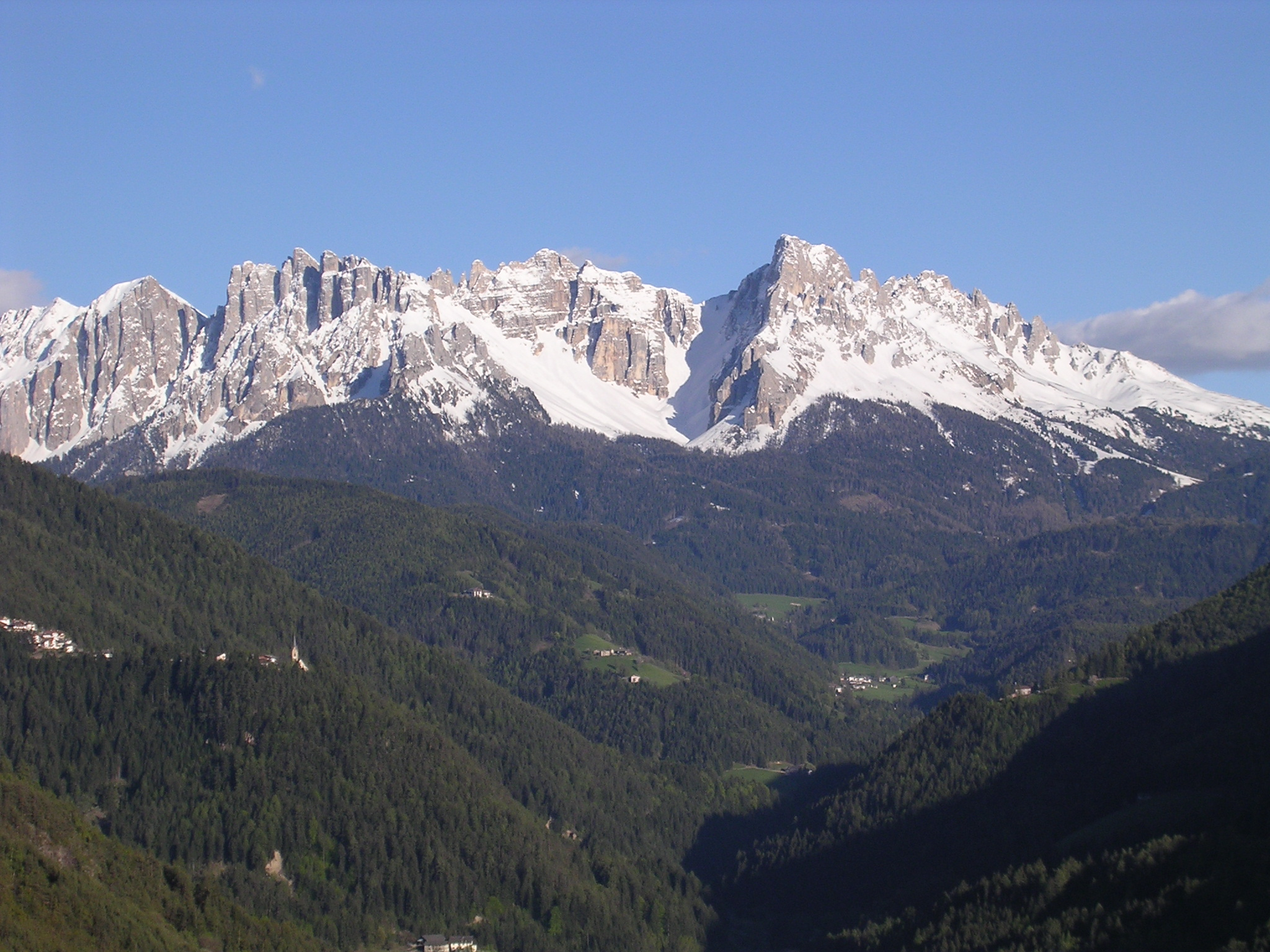
Latemar nad Eggental
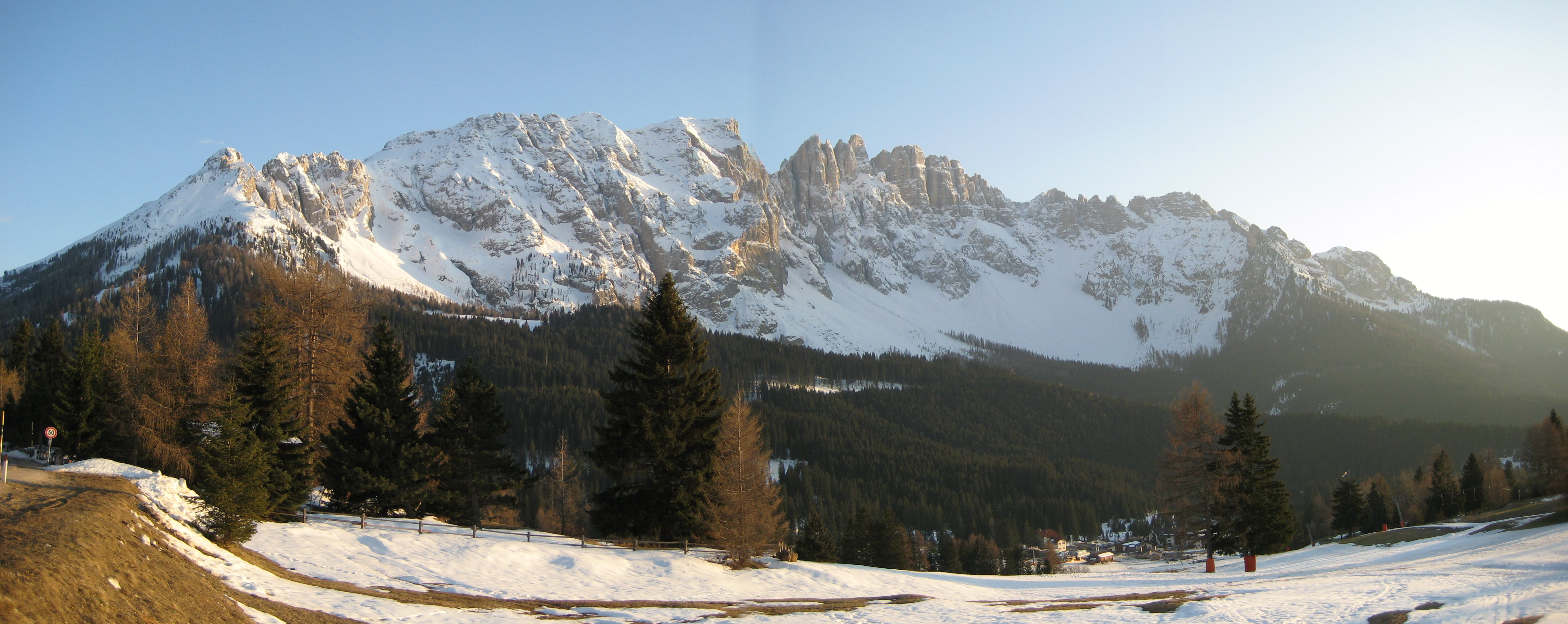
Diamatiditurm a Latemarspitze
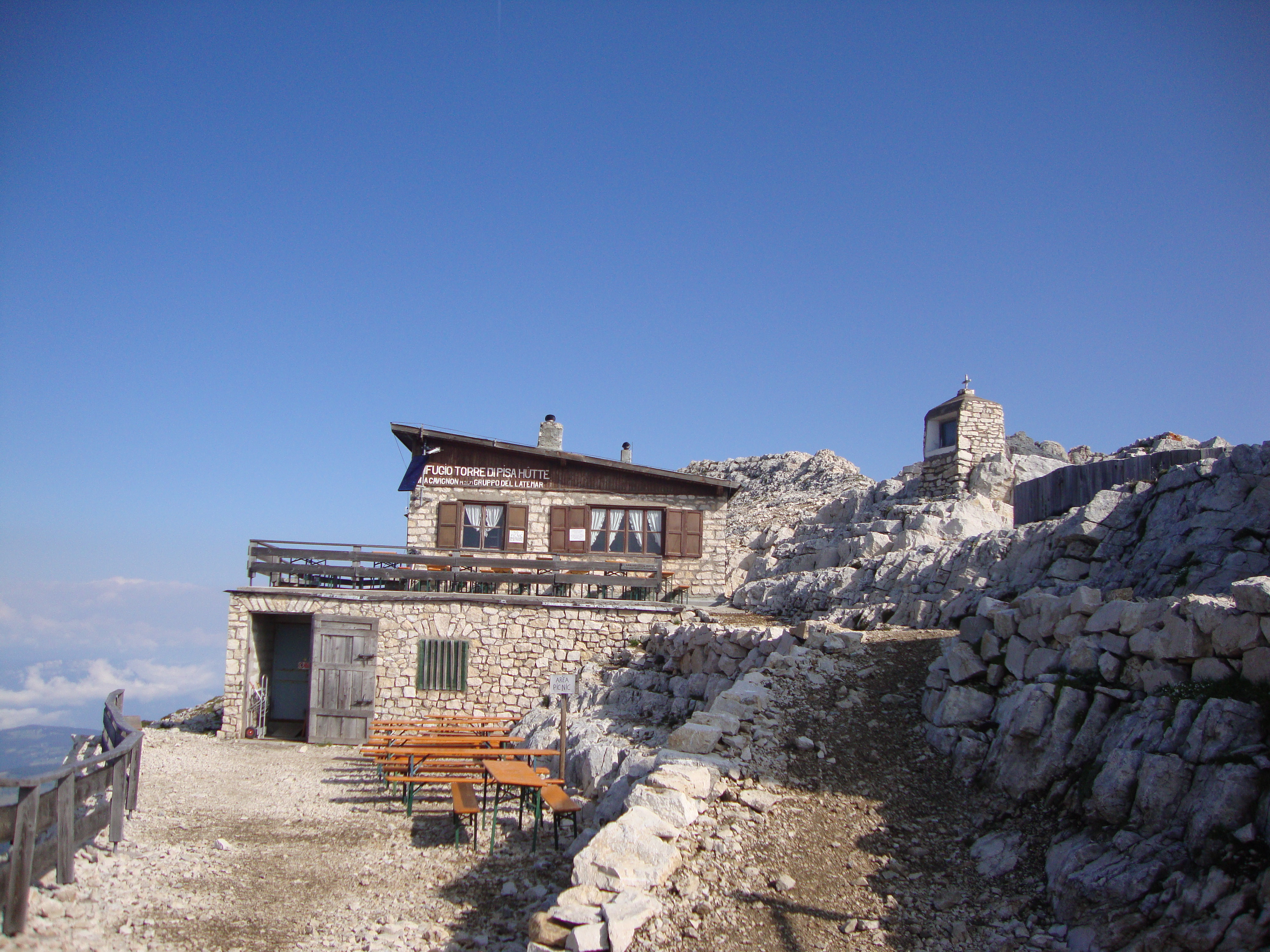
Chata Torre di Pisa
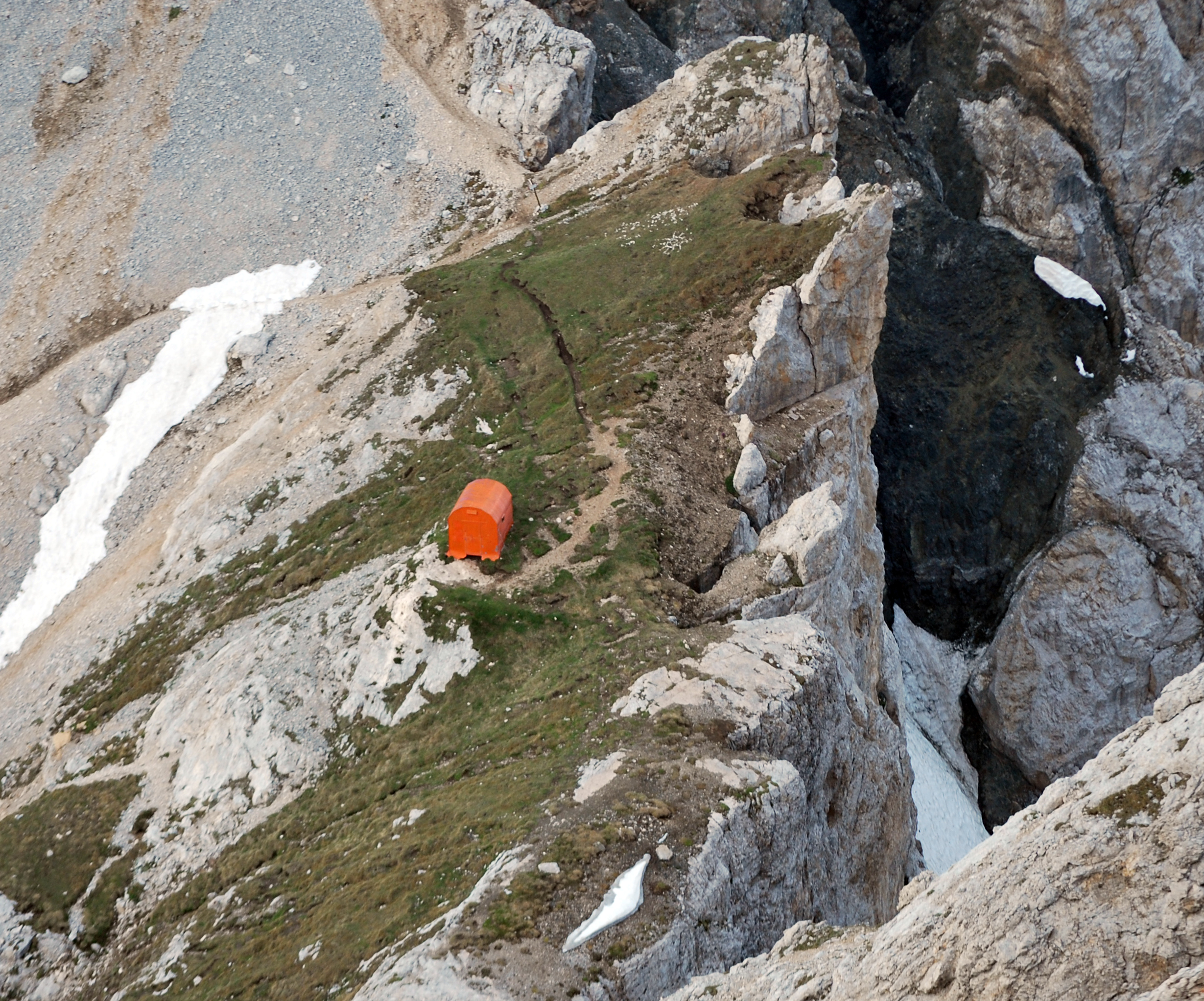
Bivak Rigatti
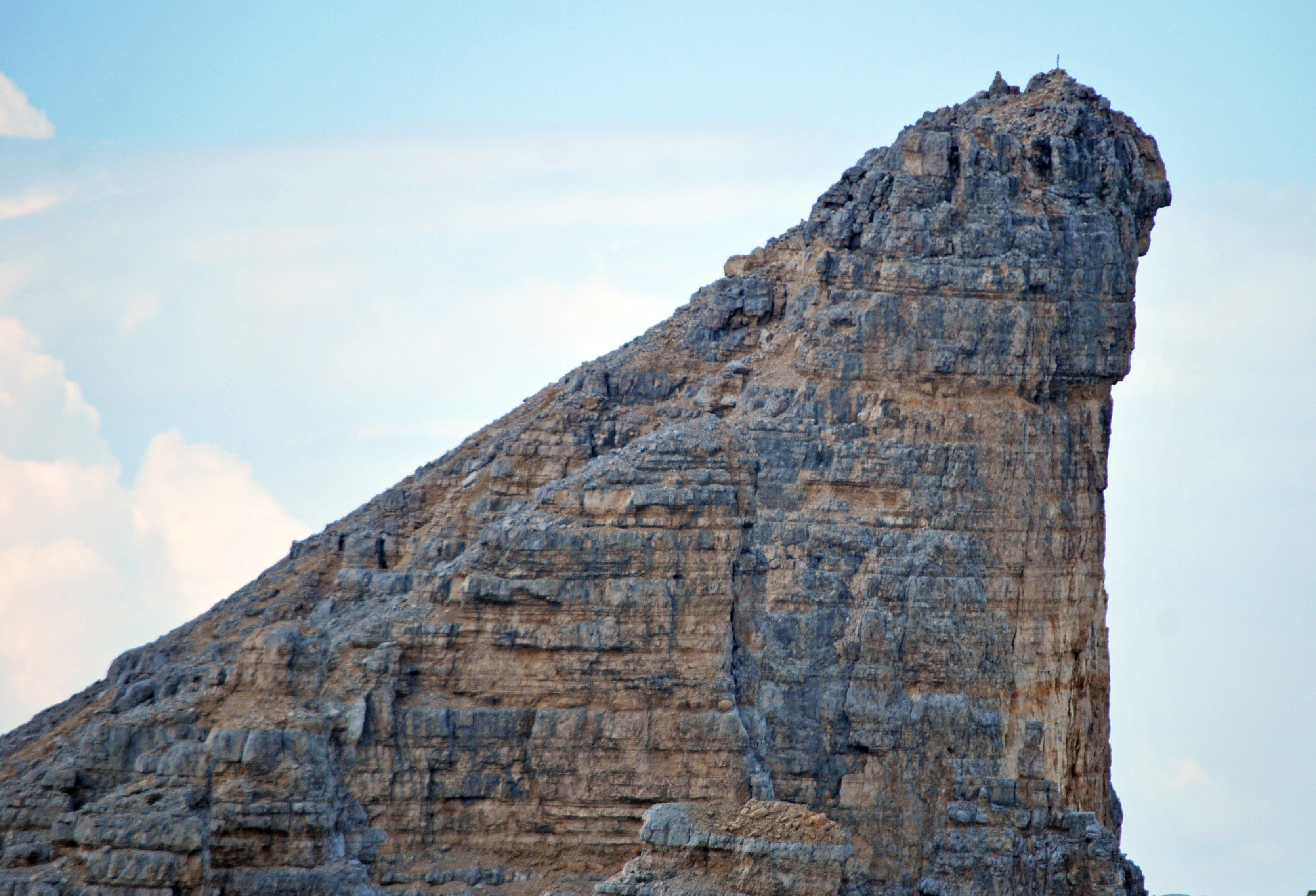
Diamantiditurm
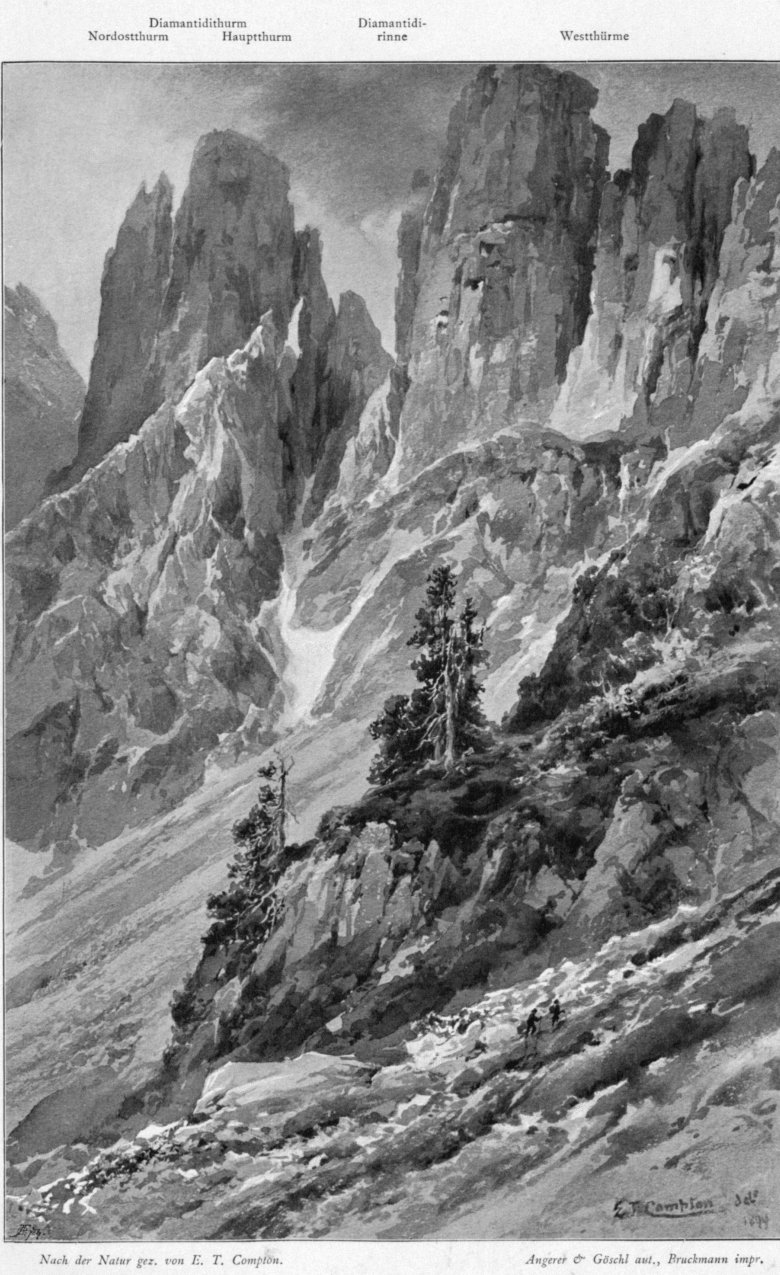
Edward Theodore Compton (1899): Nad Rotlahn
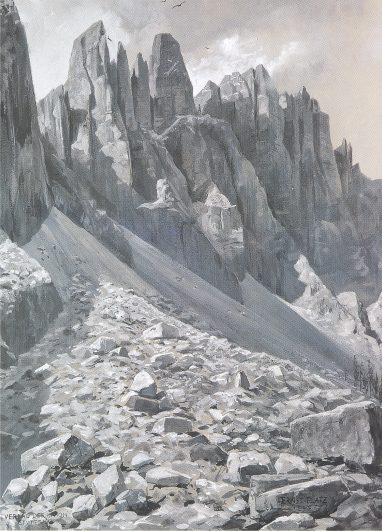
Ernst Platz (1907): Latemar